# إكسالمونس (مترو باريس)
إكسالمونس (بالفرنسية: Exelmans)‏ هي محطة مترو تابعة لمترو باريس تقع في فرنسا في الدائرة السادسة عشرة في باريس.[بحاجة لمصدر]